# Three Little Birds (Connie Talbot)
Three Little Birds è il secondo singolo della cantante britannica Connie Talbot (e, penultimo, della sua infanzia), pubblicato nel 2008.

## Descrizione
La prima traccia, Three Little Birds, è la cover dell'omonimo brano eseguito, originariamente, dal gruppo Bob Marley & The Wailers, tratto dall'album Exodus (1977) e scritto, per l'appunto, da Bob Marley a Kingston (Giamaica) nel 1976.

### Edizioni
Il singolo è stato pubblicato in due edizioni, con differenti track 2.
La prima edizione del singolo contiene, come track 2, una cover del brano You Raise Me Up (2001) scritto da Brendan Graham (testo) e Rolf Løvland (musica), e interpretato originariamente dai norvegesi Secret Garden.
La track 2 della seconda edizione è, invece, una cover del brano What a Wonderful World (1967) scritto da Bob Thiele (testo) e George David Weiss (musica), e interpretato per la prima volta da Louis Armstrong. La versione di Connie Talbot è estratta dall'album Over the Rainbow (2007).

## Tracce

### Prima edizione
1. Three Little Birds – 3:05 (Bob Marley)
2. You Raise Me Up – 8:05 (testo: Brendan Graham – musica: Rolf Lovland)

Durata totale: 11:10

### Seconda edizione
1. Three Little Birds – 3:05 (Bob Marley)
2. What a Wonderful World – 2:21 (testo: Bob Thiele – musica: George David Weiss)

Durata totale: 5:26